# Saison 2011-2012 de l'AC Milan
Maillots
Chronologie
Saison précédente Saison suivante
La saison 2011-2012 de l'AC Milan est la 78e saison du club en Serie A et la 29e consécutive. 
Milan défend son titre de champion d'Italie remporté lors de la saison 2010-2011, et tentera de remporter son 19e scudetto.
Milan commence la saison en remportant la Supercoupe d'Italie face aux vainqueurs de la Coppa Italia 2011, l'Inter Milan, sur le score de 2-1. Milan est aussi en compétition dans la Coppa Italia 2012 et la Ligue des Champions qu'ils n'ont plus remportés depuis 2007.

## Transferts

### Mercato d'été

#### Arrivées
| Date             | Type           | Prix     | Joueur              | Ancien club            | Championnat    |
| 17 mai 2011      | Achat          | Gratuit  | Philippe Mexès      | AS Roma                | Serie A        |
| 19 mai 2011      | Achat          | Gratuit  | Taye Taiwo          | Olympique de Marseille | Ligue 1        |
| 14 juin 2011     | Achat          | Indéfini | Marco Amelia        | Genoa CFC              | Serie A        |
| 14 juin 2011     | Achat          | Indéfini | Gianmarco Zigoni    | Genoa CFC              | Serie A        |
| 22 juin 2011     | Achat          | Indéfini | Alberto Paloschi    | Genoa CFC              | Serie A        |
| 23 juin 2011     | Achat          | Indéfini | Wilfred Osuji       | AS Varese 1910         | Serie B        |
| 25 juin 2011     | Achat          | Indéfini | Stephan El Shaarawy | Genoa CFC              | Serie A        |
| 1er juillet 2011 | Retour de prêt | -        | Ferdinando Coppola  | AC Siena               | Serie A        |
| 1er juillet 2011 | Retour de prêt | -        | Oguchi Onyewu       | FC Twente              | Eredivisie     |
| 1er juillet 2011 | Achat          | Indéfini | Gianmario Comi      | Torino FC              | Serie B        |
| 5 juillet 2011   | Achat          | Indéfini | Ricardo Ferreira    | FC Porto               | Primeira Liga  |
| 26 août 2011     | Prêt           | -        | Alberto Aquilani    | Liverpool FC           | Premier League |
| 31 août 2011     | Achat          | Indéfini | Antonio Nocerino    | US Palermo             | Serie A        |

#### Départs
| Date             | Type           | Prix     | Joueur                    | Nouveau club     | Championnat    |
| 24 mai 2011      | Fin de contrat | Gratuit  | Andrea Pirlo              | Juventus         | Serie A        |
| 14 juin 2011     | Vente          | Indéfini | Sokratis Papastathopoulos | Genoa CFC        | Serie A        |
| 25 juin 2011     | Vente          | Indéfini | Alexander Merkel          | Genoa CFC        | Serie A        |
| 1er juillet 2011 | Fin de contrat | Gratuit  | Marek Jankulovski         | FC Baník Ostrava | Gambrinus liga |
| 1er juillet 2011 | Fin de contrat | Gratuit  | Nicola Legrottaglie       | Calcio Catania   | Serie A        |
| 1er juillet 2011 | Vente          | Indéfini | Oguchi Onyewu             | Sporting CP      | Primeira Liga  |
| 1er juillet 2011 | Vente          | 10 M€    | Marco Borriello           | AS Roma          | Série A        |
| 1er juillet 2011 | Vente          | Indéfini | Simone Verdi              | Torino FC        | Serie B        |
| 1er juillet 2011 | Prêt           | -        | Ferdinando Coppola        | Torino FC        | Serie B        |
| 1er juillet 2011 | Prêt           | -        | Dídac Vilà                | RCD Espanyol     | Primera Liga   |
| 1er juillet 2011 | Prêt           | -        | Nnamdi Oduamadi           | Torino FC        | Serie B        |
| 19 juillet 2011  | Prêt           | -        | Rodney Strasser           | US Lecce         | Serie A        |
| 8 août 2011      | Prêt           | -        | Alberto Paloschi          | Chievo Verona    | Serie A        |
| 31 août 2011     | Prêt           | -        | Massimo Oddo              | US Lecce         | Serie A        |

## Matchs
Source : acmilan.com